# 丸神の滝
丸神の滝（まるがみのたき）または丸神の蒲は、埼玉県秩父郡小鹿野町にある滝。県内では唯一日本の滝百選に選ばれた滝である。

## 概要
- 位置：埼玉県秩父郡小鹿野町
- 落差：76m3段[1]（1段目12m、2段目14m、3段目50m）
- 形状：段瀑
- 地質：秩父古生層

その他、埼玉県民でもこの滝を知っている人は少なく、観光者が少ないため、多くの自然が残されている。また、もうひとつの特徴として、大量の水が一気に流れ落ちるのではなく、小量の水が坂を静かに流れ落ちるため、とても綺麗な滝である。
滝までは丸神の滝遊歩道が整備されている。

## アクセス
小鹿野町営バス白井差口行きバス「滝前」停留所 徒歩20分。

## 関連文献
- 「小森村 丸神瀧」『新編武蔵風土記稿』 巻ノ261秩父郡ノ16、内務省地理局、1884年6月。NDLJP:764014/67。